# 宋妍甄
宋妍甄（1981年11月25日—），台灣歌手，新北市烏來區人，有1／2泰雅族血統，於2011年參加三立電視歌唱選秀節目《超級偶像》第一屆校際爭霸戰擔任社會組踢館選手（第六屆社會組冠軍），以4勝1和的戰績取得發行單曲的資格，並於2012年舉辦第一場個人「純甄」音樂會，展現其獨特的靈性歌喉魅力，初登場造成粉絲大爆滿；同年乘勝追擊與吳海文、吳汶芳在臺北西門「河岸留言」舉行第二場音樂會。

## 作品

### 流行音樂舞台劇
| 播出年份 | 戲劇名稱   | 飾演             | 合作演員                               | 導演   |
| 2012年   | 夢想大飯店 | 按摩小妹(女主角) | 林隆璇、戴蕙心、曾志遠、林玟忻、劉行格 | 華碧玉 |

### 戲劇
| 播出年份 | 戲劇名稱 | 飾演 | 合作演員                           | 導演   |
| 2013年   | 兩個爸爸 | 小佩 | 楊一展、林佑威、賴雅妍、梁靖、樂樂 | 劉俊傑 |

| 播出年份 | 戲劇名稱 | 飾演 | 合作演員                               | 導演 |
| 2014年   | 熱海戀歌 | 阿桃 | 李李仁、李千娜、唐從聖、袁艾菲、陸明君 | 馮凱 |

### 綜藝節目
| 播出年份 | 節目名稱 | 共同出演 | 備註                         |
| 2012年   | 完全娛樂 | 吳海文   | 宣傳「宋海芳河岸留言音樂會」 |

| 播出年份 | 節目名稱   | 共同出演 | 備註                 |
| 2013年   | 型男大主廚 | 周曉涵   | 宣傳戲劇「兩個爸爸」 |

### 發行單曲
| 發行年月  | 歌名     | 創作人         | 備註 |
| 2022年7月 | 不願失去 | 周書彥、宋妍甄 |      |

## 外部連結
- 宋妍甄 Vanila Song－臉書粉絲專頁 （页面存档备份，存于）